# 全日空スポーツ
全日空スポーツ株式会社（ぜんにっくうスポーツ）は、かつて存在した日本の企業である。サッカークラブの全日空横浜サッカークラブ（後に全日空サッカークラブと改称）および、その後身として日本プロサッカーリーグ（Jリーグ）に加盟した横浜フリューゲルスの運営管理を行っていた。

## 歴史

### 全日空横浜クラブ
全日空スポーツは1984年12月21日、「全日空グループ企業に所属する社員の士気高揚」「企業イメージの向上」「企業利益の社会への還元」を名目に設立された。資本金は5千万円。初代社長には全日本空輸常務の長谷川章が就任した。主な業務としてサッカークラブの運営管理が挙げられるが、これは日本プロ野球の球団経営をモデルにしたもので、クラブを保有する親会社の全日空から運営を委託され運営管理を行っていた。
設立当時、全日空は総合サービス業化を目指して、航空や旅行業界のみならず、全くの異業種の企業への資本参加や企業買収を行い、経営に参画していたが、こうした取り組みを「様々な業務に対応するための実験の一環」と称していた。全日空スポーツはサッカークラブの運営に留まらず幅広い事業展開を計画し、全日空の路線がある国内外リゾート地を訪れる旅行者向けにスキーやマリンスポーツなどのスポーツプランを提供する事業にも関わった。
サッカークラブに関しては、もともと全日空が独自に立ち上げたものではなかった。横浜市を拠点に活動していた横浜サッカークラブに対して1979年からスポンサーとして支援をしていたが、同クラブが1984年の日本サッカーリーグ (JSL) 2部で2位となりJSL1部昇格を果たした際、全日空が全額出資する形で会社が設立された。一方、運営権が横浜サッカークラブから全日空スポーツに移行する過程で、人事や運営方針を巡って双方に軋轢が生じ、1986年3月22日に主力6選手が同社に抗議して公式戦をボイコットするに至り、日本サッカー協会 (JFA) から選手と関係者が処分される事態となった（全日空横浜サッカークラブ・ボイコット事件）。

### 全日空クラブ
1980年代当時、日本のサッカークラブは企業の福利厚生を目的とした実業団が多く、読売サッカークラブ（後の東京ヴェルディ1969）などのクラブは任意団体（権利能力なき社団）として運営されていた。こうした情勢の中で、読売クラブや日産自動車サッカー部などと同様に旧来の企業内スポーツから脱却し、選手・指導者のプロ化や下部組織の充実などが図られ、親企業から離れた独立法人組織として運営が執り行われていたことから、「来るべきプロリーグの先駆的存在」「プロリーグに向けた優良企業」とも評された。

### 横浜フリューゲルス
1991年にJリーグ参入が決まると、資金力強化を目的に1992年に建設会社の佐藤工業が出資した「全日空佐藤工業サッカークラブ」（呼称:横浜フリューゲルス）の運営会社となった。1993年に開幕したJリーグでは同クラブは本拠地の横浜市に加えて特別活動地域としての長崎県・熊本県・鹿児島県を加えた準フランチャイズ制を採用したが、こうした手法はリーグ参入が決定した1991年の時点で専門誌から「準フランチャイズ制は全国展開で広告宣伝を行いたい、との航空会社側の思惑に基づくものであり、こうした企業態度は本拠地と定めた都市との地域密着を基本としたプロリーグ参加条件や理念を軽視したものである」と指摘された。
Jリーグ参入に際し、1992年に建設会社の佐藤工業との共同出資会社となり、全日空と佐藤工業が6対4の割合で出資。赤字分に関しては両社が宣伝広告費の名目で補填していたが、佐藤工業は折からの業績悪化に伴い、1998年限りでの資本撤退を全日空側に通告。全日空本体も単独でクラブを運営することは困難として同じく横浜市にホームタウンを置く横浜マリノスへの吸収合併を発表した。同年12月2日に横浜Mの運営会社「日産フットボールクラブ」と「全日空スポーツ」との合併が成立し、1999年2月1日付けを持って新運営会社「横浜マリノス株式会社」が発足したことにより消滅した。
Jリーグブームは1995年までに沈静化し、リーグ全体の観客動員は1998年の時点で最盛期の半数に、関連グッズの売り上げは10分の1に減少していた。親会社の経営面での悪化や、長期不況の影響による企業のスポーツ支援の見直しが迫られていたことが、Jリーグからの撤退理由となったが、一方で数年前の時点でブームが収束していたにもかかわらず、人件費に関する大幅な見直しなどの経営改善に取り組み、身の丈にあった規模の経営に転換を図ることはなかった。